# Yutz handball féminin
Dernière mise à jour : 11 avril 2019.
Le Yutz Handball féminin (précédemment ESC Yutz Handball pour Entente sportive des cheminots de Yutz Handball jusqu'en 2008) est un club français féminin de handball basé à Yutz dans le département de la Moselle.

## Historique
Le club de handball est fondé en 1966 comme section de l’Entente sportive des cheminots de Yutz (ESC Yutz).
De 2004 à 2007, l'équipe première du club a évolué en Championnat de France féminin de handball. Depuis, malgré une saison en Nationale 1 en 2010-2011, l'équipe évolue en deuxième division. 
En 2013, le club met en place un nouveau visuel et l'équipe se surnomme elle-même les « Louves ».

## Palmarès
- Championnat de France de Nationale 1
  - champion en 2011[6]
- Championnat de France de 2e division
  - vice-champion en 2004
- Coupe de la Ligue
  - demi-finaliste en 2005
- Coupe de France
  - demi-finaliste en 2005
- Championnat de France du Challenge de France U18
  - Champion en 2012 et 2013

## Effectif actuel
Staff
- président :  Francis Manneau
- entraîneur :  Gilles Boutiali
- entraineur adjoint :  Hesham Aly Said Essa

## Bilan saison par saison
| Saison    | Division | Rang     | C. de France | C. de la Ligue |
| --------- | -------- | -------- | ------------ | -------------- |
| 1999/2000 | ?        | ?        | ?            | ?              |
| 2000/2001 | ?        | ?        | ?            | ?              |
| 2001/2002 | Div. 2   | 3e       | ?            | ?              |
| 2002/2003 | Div. 2   | ?        | ?            | ?              |
| 2003/2004 | Div. 2   | 2e       | ?            | ?              |
| 2004/2005 | Div. 1   | 8e       | ?            | 1/2            |
| 2005/2006 | Div. 1   | 7e       | ?            | ?              |
| 2006/2007 | Div. 1   | 11e      | ?            | ?              |
| 2007/2008 | Div. 2   | 3e       | ?            | ?              |
| 2008/2009 | Div. 2   | 3e       | ?            | ?              |
| 2009/2010 | Div. 2   | ?        | ?            | ?              |
| 2010/2011 | Nat. 1   | 1er      | 1/8          | -              |
| 2011/2012 | Div. 2   | 11e      | ?            | -              |
| 2012/2013 | Div. 2   | 10e      | 1/8          | -              |
| 2013/2014 | Div. 2   | 3e       | 1/32         | -              |
| 2014/2015 | Div. 2   | 7e       | 1/16         | -              |
| 2015/2016 | Div. 2   | 5e       | 1/8          | -              |
| 2016/2017 | Div. 2   | 10e      | 1/32         | -              |
| 2017/2018 | Div. 2   | 12e      | ?            | -              |
| 2018/2019 | Nat. 1   | en cours | ?            | -              |

## Joueuses historiques
Parmi les joueuses ayant évolué au club, on trouve :
- Sabrina Abdellahi
- Florence Bègue
- Sonia Cendier
- Juliana Cioculeasa
- Valentina Cozma (en)
- Déborah Dangueuger
- Leïla Hadi
- Rachida Drii Hadj
- Lenka Kysučanová
- Stéphanie Ludwig
- Audrey Manneau
- Martine Manneau
- Carmen Nițescu
- Gervaise Pierson
- Nathalie Selambarom